# Mycena acicula
Mycena acicula (Jacob Christian Schäffer, 1774 ex Paul Kummer, 1871) din încrengătura Basidiomycota, în familia Mycenaceae și de genul Mycena, este o  specie frecventă saprofită de ciuperci necomestibile, fiind o descompunătoare ulterioară. O denumire populară nu este cunoscută. Trăiește în România, Basarabia și Bucovina de Nord în grupuri cu multe exemplare în păduri mixte, prin pajiști umede cu mușchi (plantă), pe resturi de plante putrezite, mulci de scoarță, vreascuri sau resturi de lemn. Apare de la câmpie la munte, din (mai) iunie până în noiembrie.

## Taxonomie

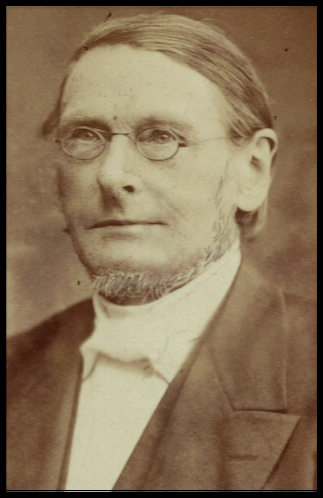
Paul Kummer

Numele binomial Agaricus acicula a fost determinat de savantul german (Jacob Christian Schäffer în volumul 4 al operei sale Fungorum qui in Bavaria et Palatinatu circa Ratisbonam nascuntur icones, nativis coloribus expressae din 1774.
Apoi, în 1871, micologul german Paul Kummer a transferat această specie corect la genul Mycena sub păstrarea epitetului. Acest taxon este valabil până în prezent (2024).Toate celelalte sinonime nu sunt folosite și pot fi neglijate.
Numele generic este derivat din cuvântul de limba greacă veche (greacă veche μύχης=ciupercă, burete), iar epitetul specific se trage de la diminutivul cuvântului latin (latină acus=ac, ac de păr), datorită dimensiunii mici a buretelui.

## Descriere

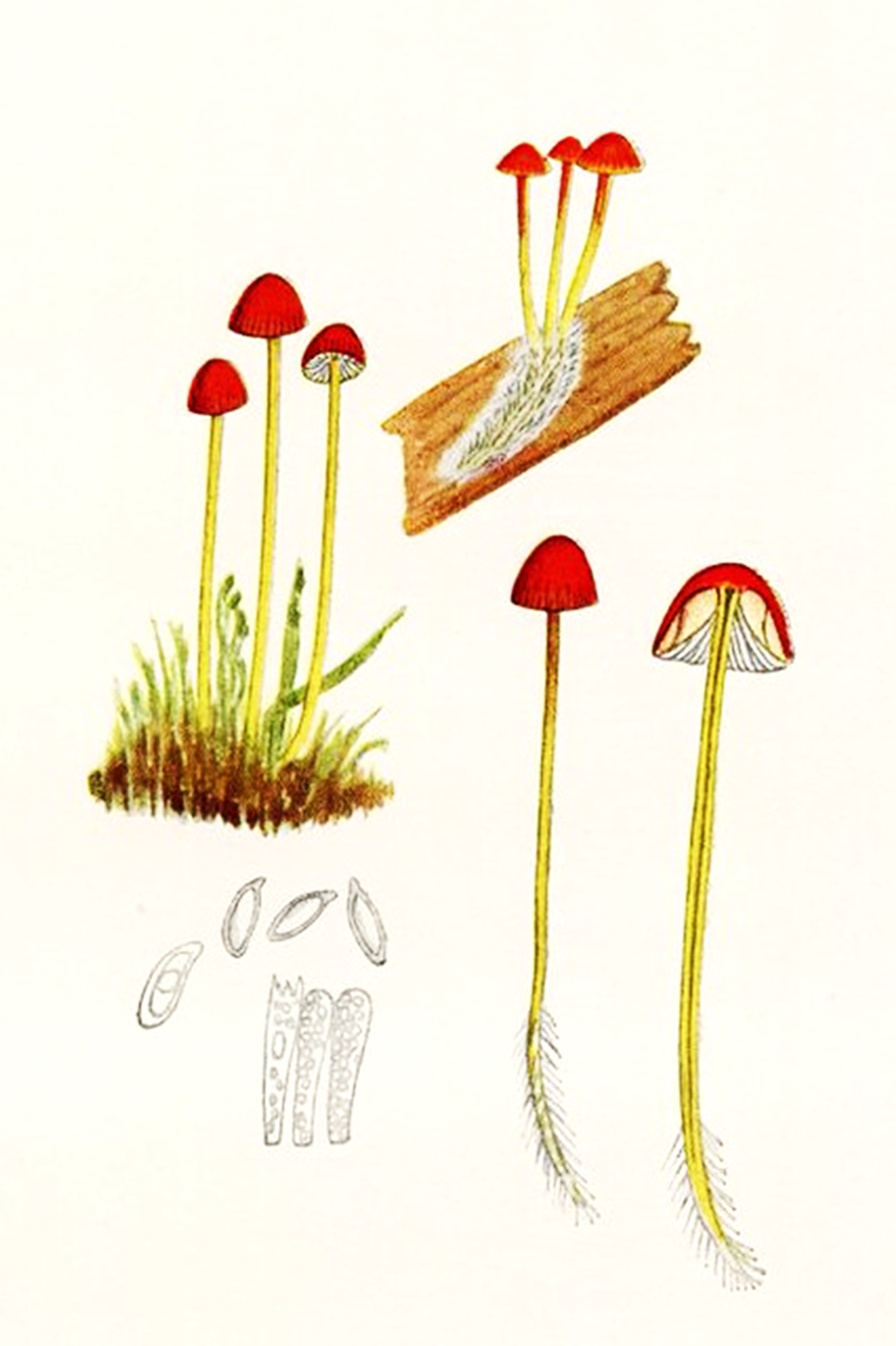
Bres.: Mycena acicula

- Pălăria: subțire și fragilă cu un diametru de 0,5-1,5 (2) cm, este emisferică când este tânără, căpătând mai târziu o formă de clopot până la cea de cupolă, uneori cu o cocoașă largă în centru și la bătrânețe plată. Pe măsură ce pălăria se extinde, marginea devine frecvent lobată sau neregulată. Cuticula este netedă, ușor translucid-striată când este umedă, mată până la mătăsos lucioasă, fiind parțial, uneori în deplin brumată albicios, dar la bătrânețe mereu goală. Coloritul inițial roșiatic schimbă spre portocaliu strălucitor până la roșu portocaliu, fiind spre margine galben deschis.
- Lamelele: sunt groase, clar distanțate între ele, cu lamele intermediare la margine și strâns atașate de picior. Pentru un anumit timp sunt mai mult sau mai puțin drepte cu margini netede, dar cu avansarea în vârstă devin clar bombate și ondulate la margine. Muchiile sunt netede. Coloritul este albicios până la gălbui.
- Piciorul: flexibil este mereu mai lung ca diametrul pălăriei cu o înălțime de 2-6 cm și o grosime de doar 0,7-1,2 (1,5) mm, fiind îngust, cilindric, gol pe interior și fără inel. Baza este acoperită cu pâslă miceliană albă și pare de aceea ceva îngroșată. Suprafața este mată, netedă, uneori ceva brumată albicios. Coloritul este galben pal până la galben de lămâie, devenind mai deschis până la albicios spre baza tulpinii.
- Carnea: este foarte subțire, fragilă și nesubstanțială, în pălărie portocalie, în picior galbenă. Mirosul este neînsemnat și gustul blând.[3][4]
- Caracteristici microscopice: sunt slab elipsoidal-cilindrici până fusiformi în formă de semințe de măr, netezi, hialini (translucizi) și neamilozi (nu se decolorează cu reactivi de iod), cu o mărime de 9-11 (12) x 3.5-4,5 microni. Pulberea lor este albă. Basidiile cu 4 sterigme fiecare în formă de măciucă măsoară 20–22 x 5–6 microni. Pileocistidele (elemente sterile de pe suprafața pălăriei) cu hife late de până la 3,5 µm, cu cleme sunt acoperite cu excrescențe cilindrice care măsoară 2–9 x 1–3 µm. Cheilocistidele (cistide de pe muchia lamelor) și pleurocistidele (cele laterale pe lamele) foarte asemănătoare cu o dimensiune de aproximativ 30-40 x 9-14 microni sunt clavate, fusiforme sau ovoidale și au apice adesea acoperite cu o secreție rășinoasă. Caulocistide (cistide situate la suprafața piciorului) au o lățime de până la 4,5 µm, prezintă și ele cleme, fiind dens acoperite cu excrescențe simple până la oarecum ramificate, cilindrice până la umflate, de până la 20 x 5 µm care sunt încorporate într-o materie gelatinoasă.[9][10][11]
- Reacții chimice: nu sunt cunoscute.

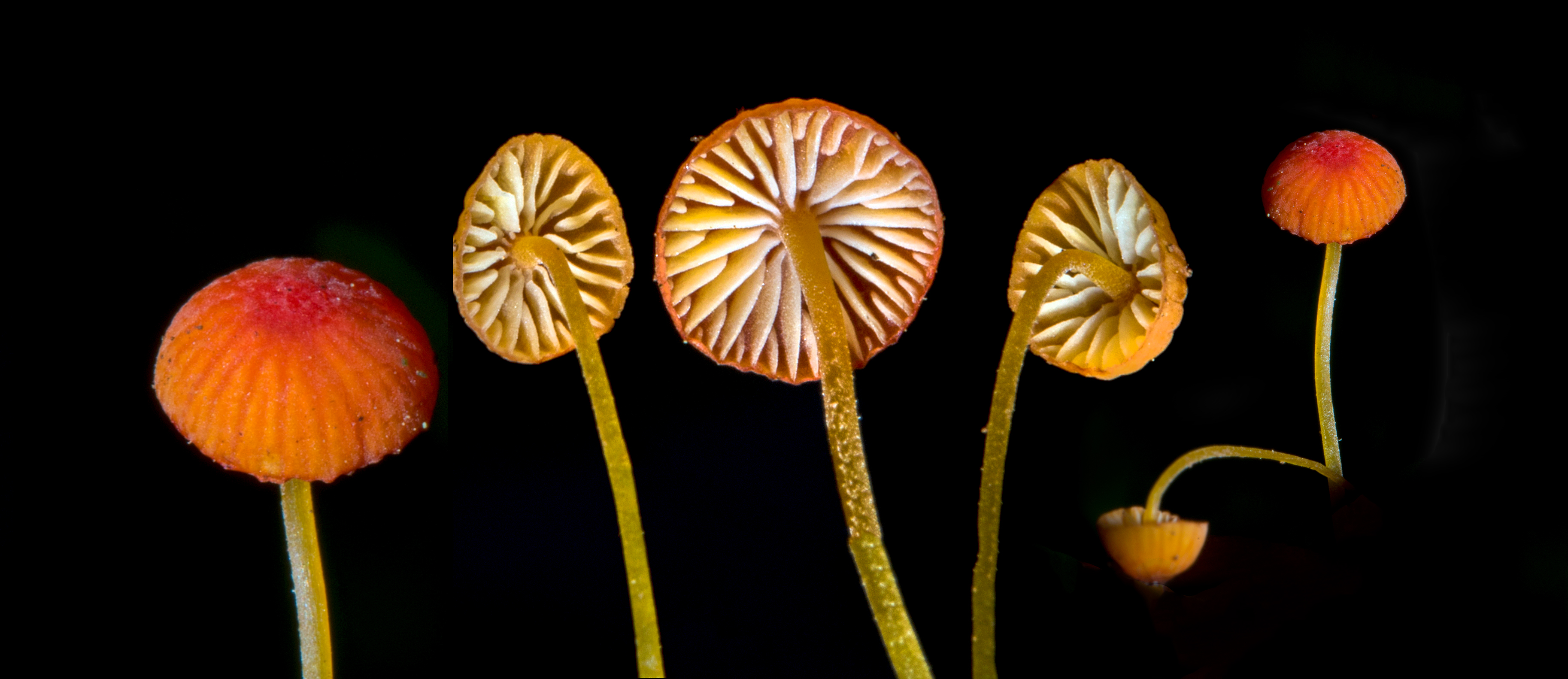
M. acicula, lamele din apropiere
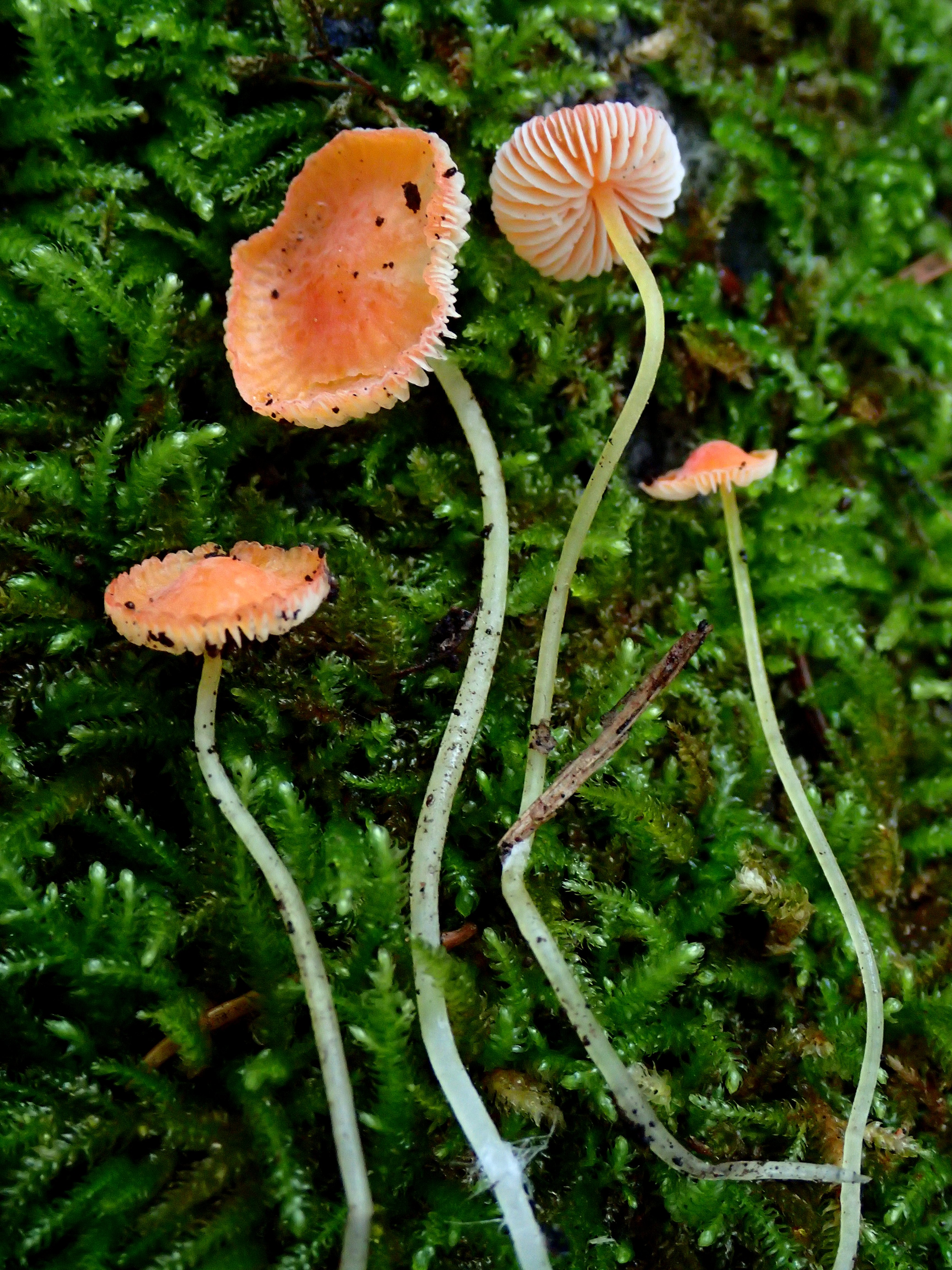
M. acicula, lamele și picior
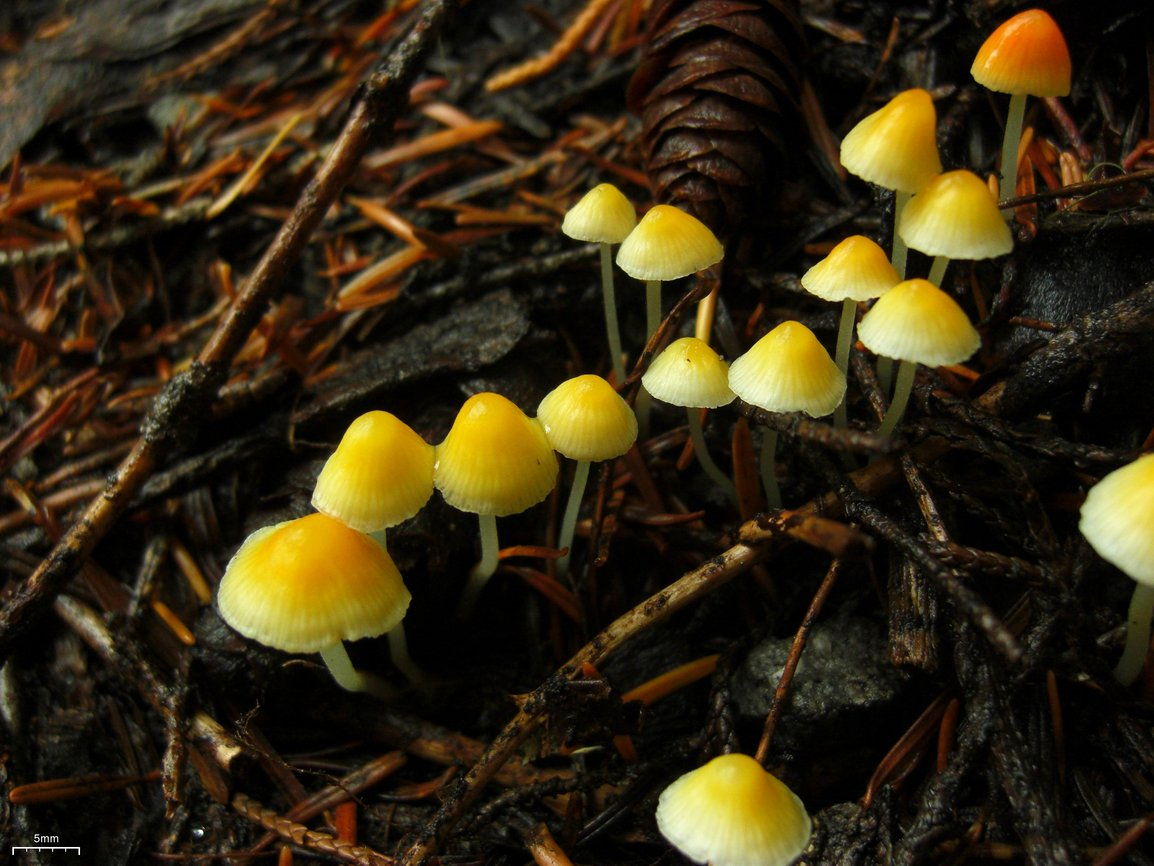
M. acicula mai tinere
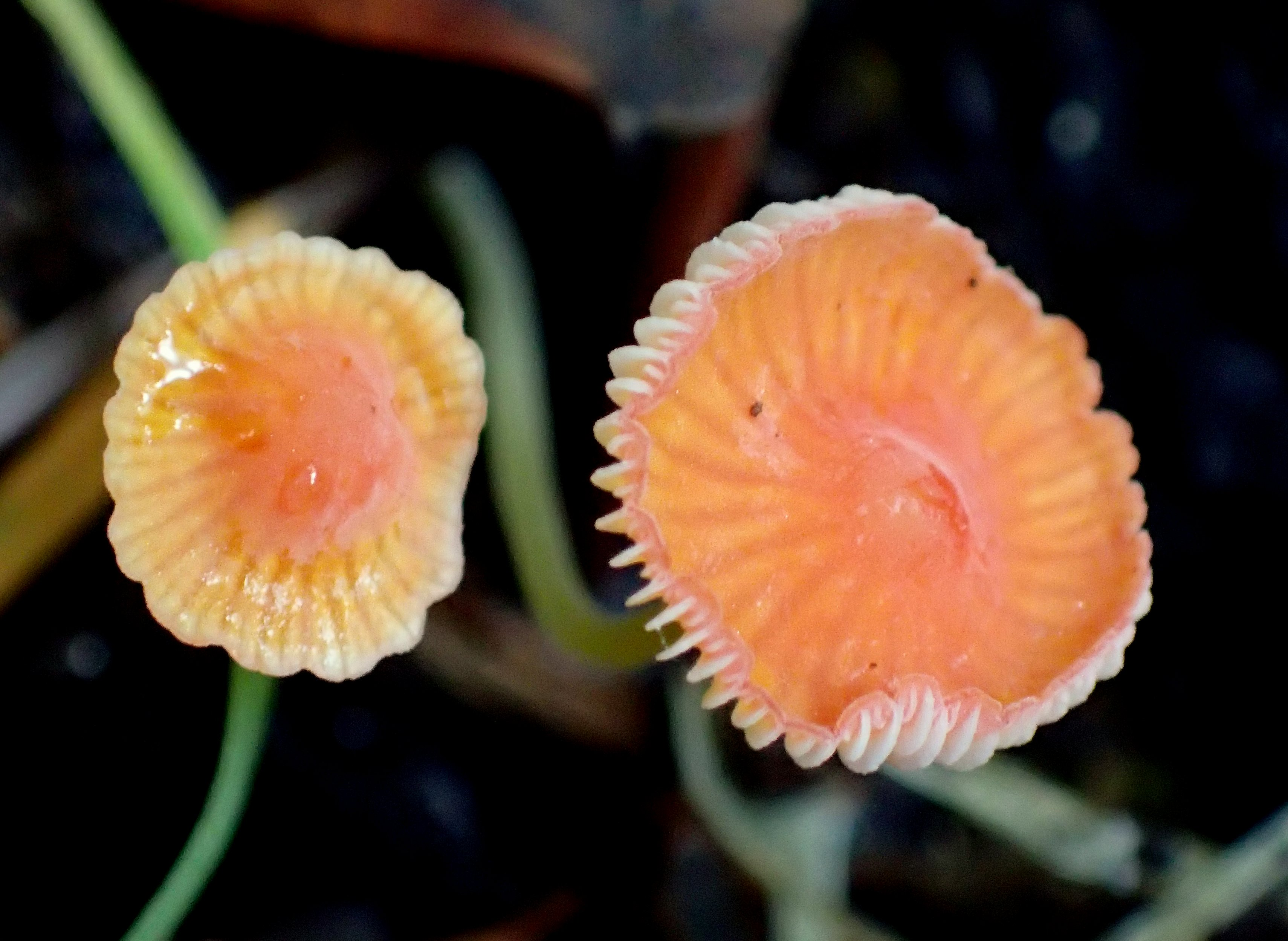
M. acicula mai bătrâne

## Confuzii
Mycena acicula poate fi confundată cu specii înrudite, cu toate fără nici o valoare culinară, cum sunt de exemplu Atheniella adonis sin. Mycena adonis, Atheniella leptophylla sin. Mycena leptophylla, Mycena strobilinoides, Hygrocybe mucronella, Loreleia marchantiae, Mycena floridula, Rickenella mellea, Rickenella fibula, Xeromphalina campanella sau Xeromphalina cauticinalis.

## Specii asemănătoare în imagini

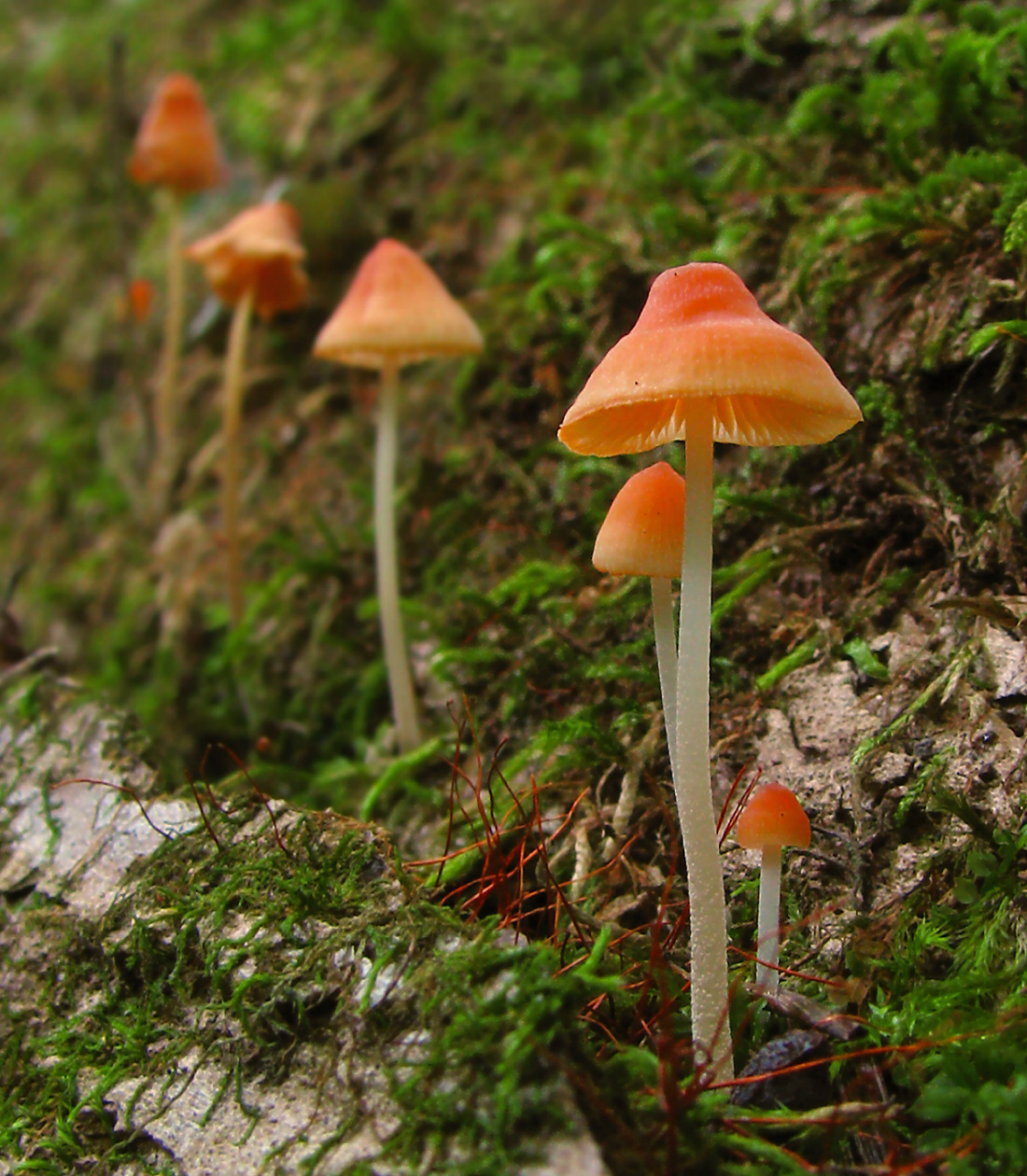
Atheniella adonis sin. Mycena adonis
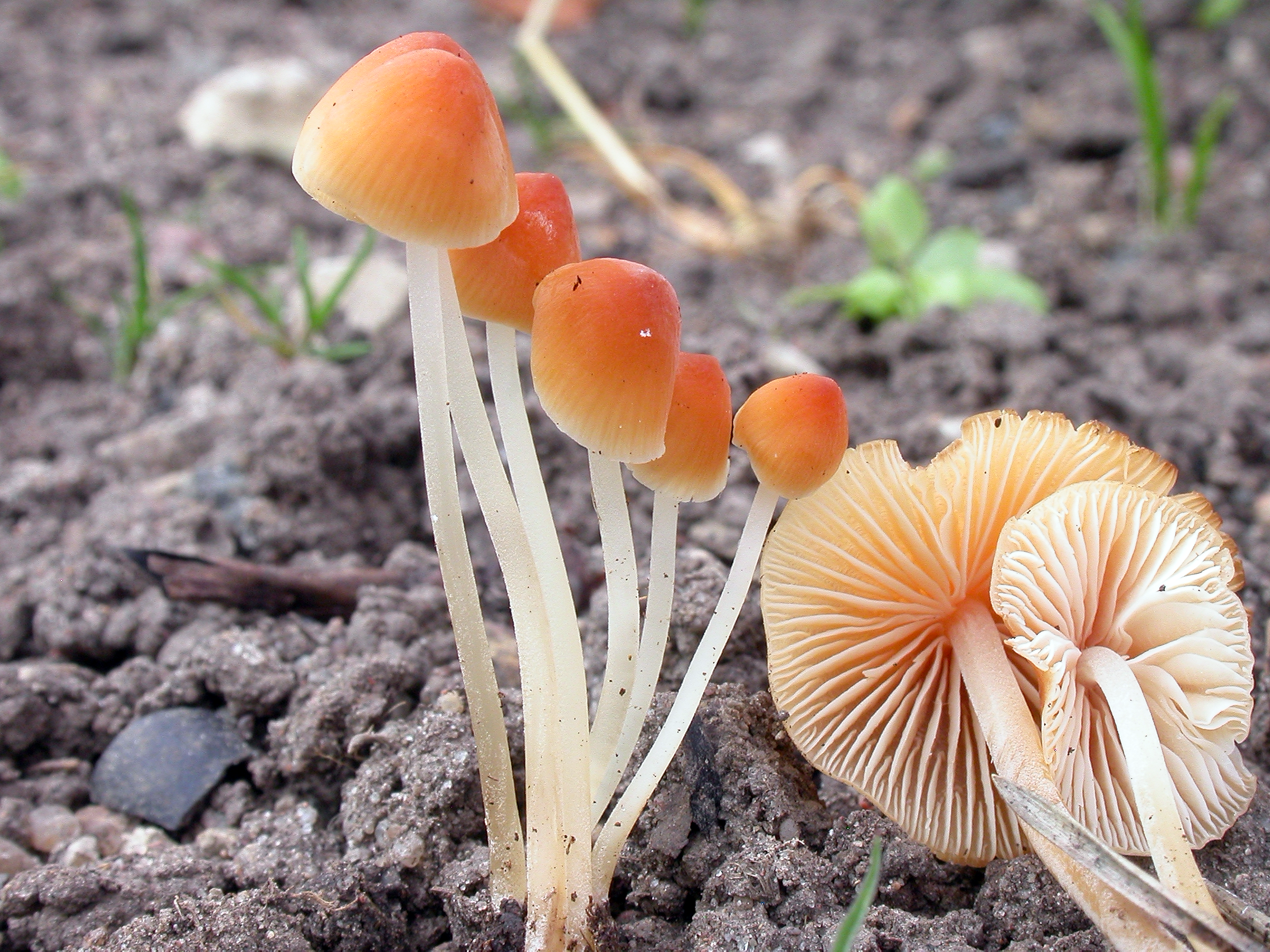
Atheniella leptophylla sin. Mycena leptophylla
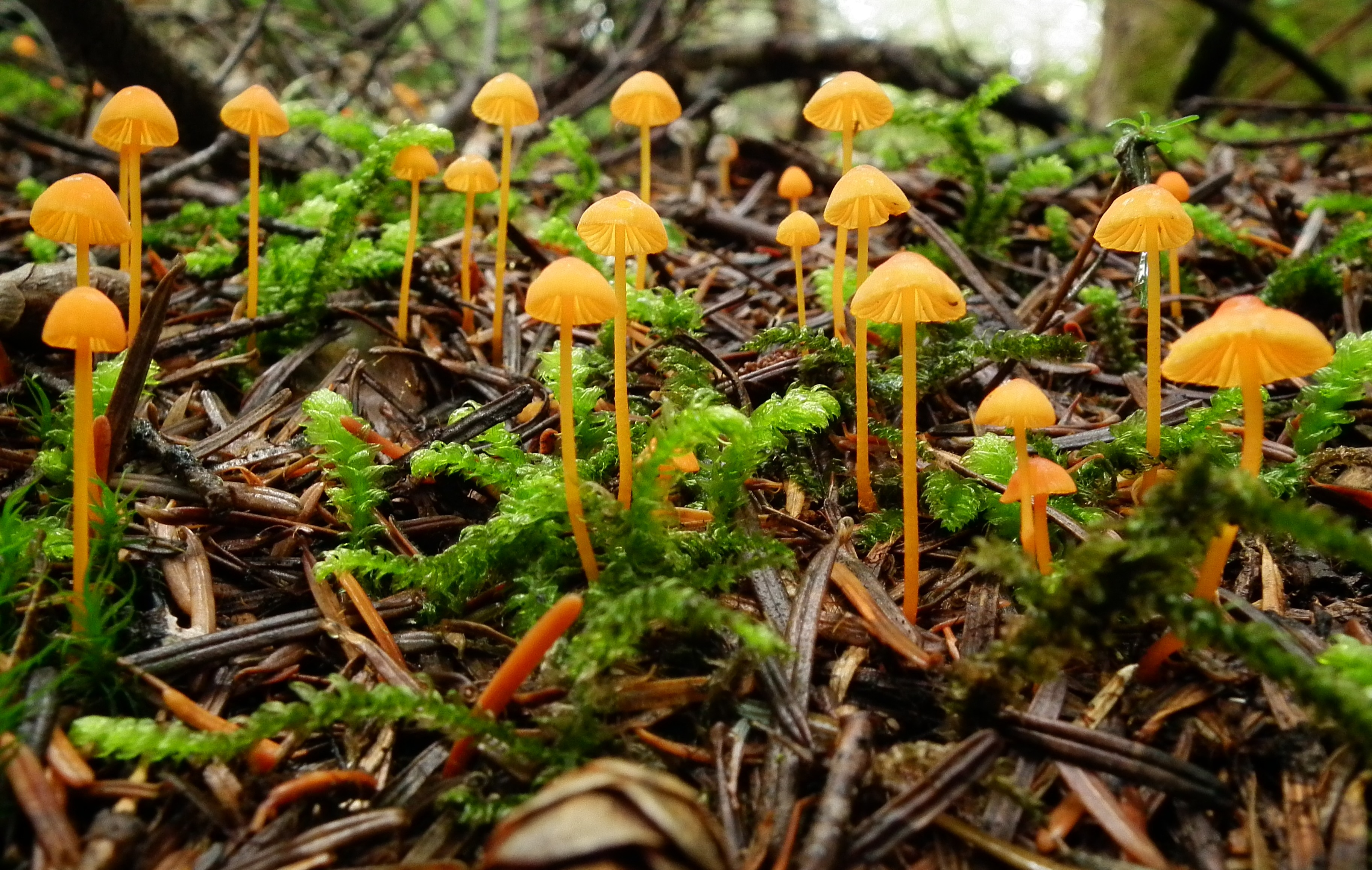
Mycena strobilinoides
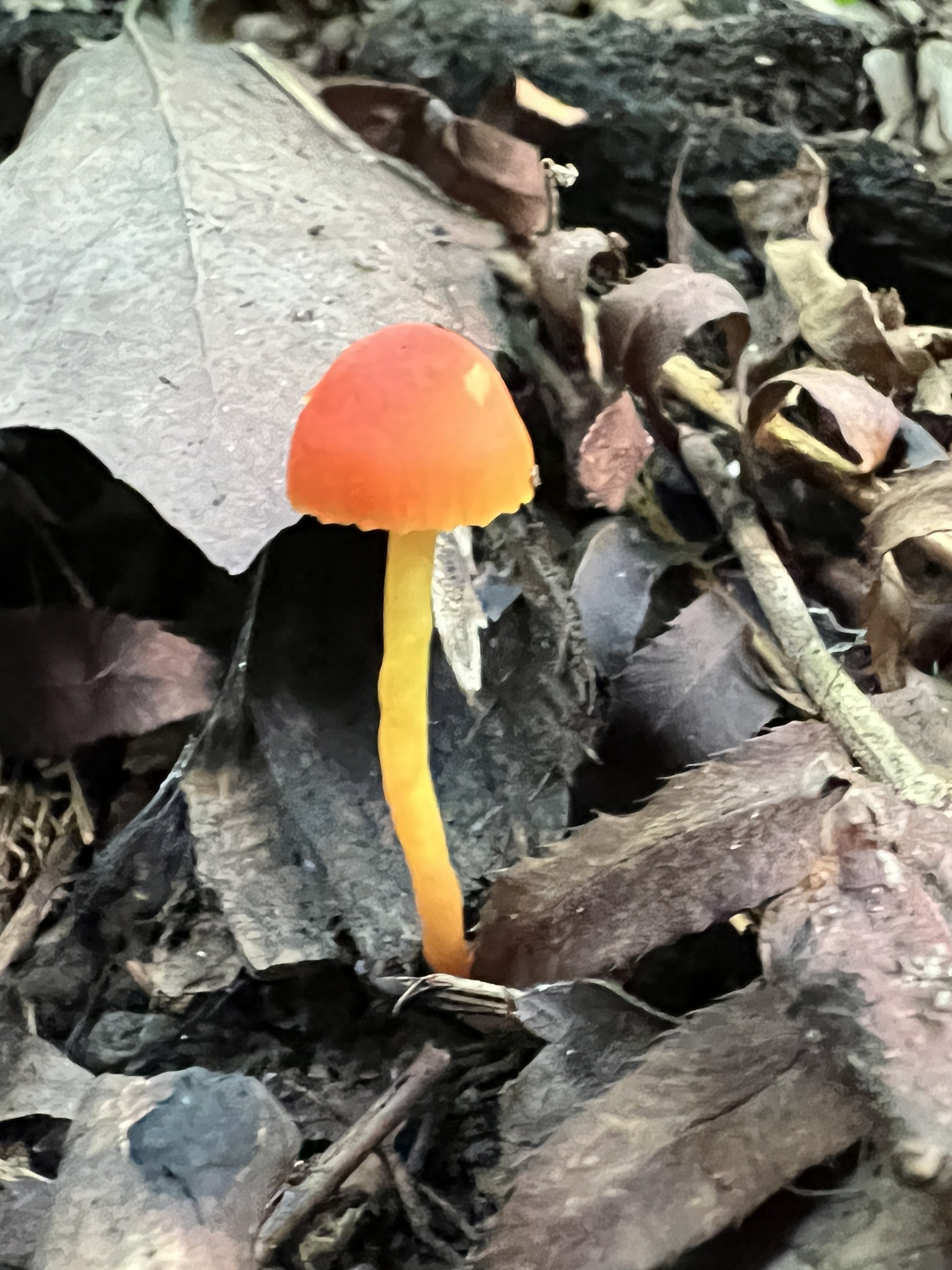
Hygrocybe mucronella
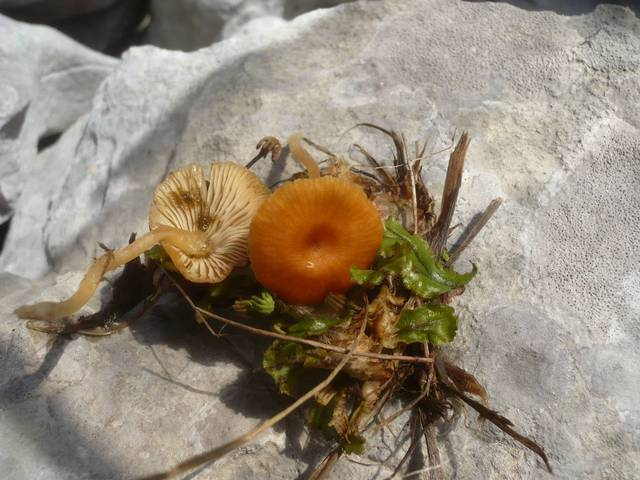
Loreleia marchantiae

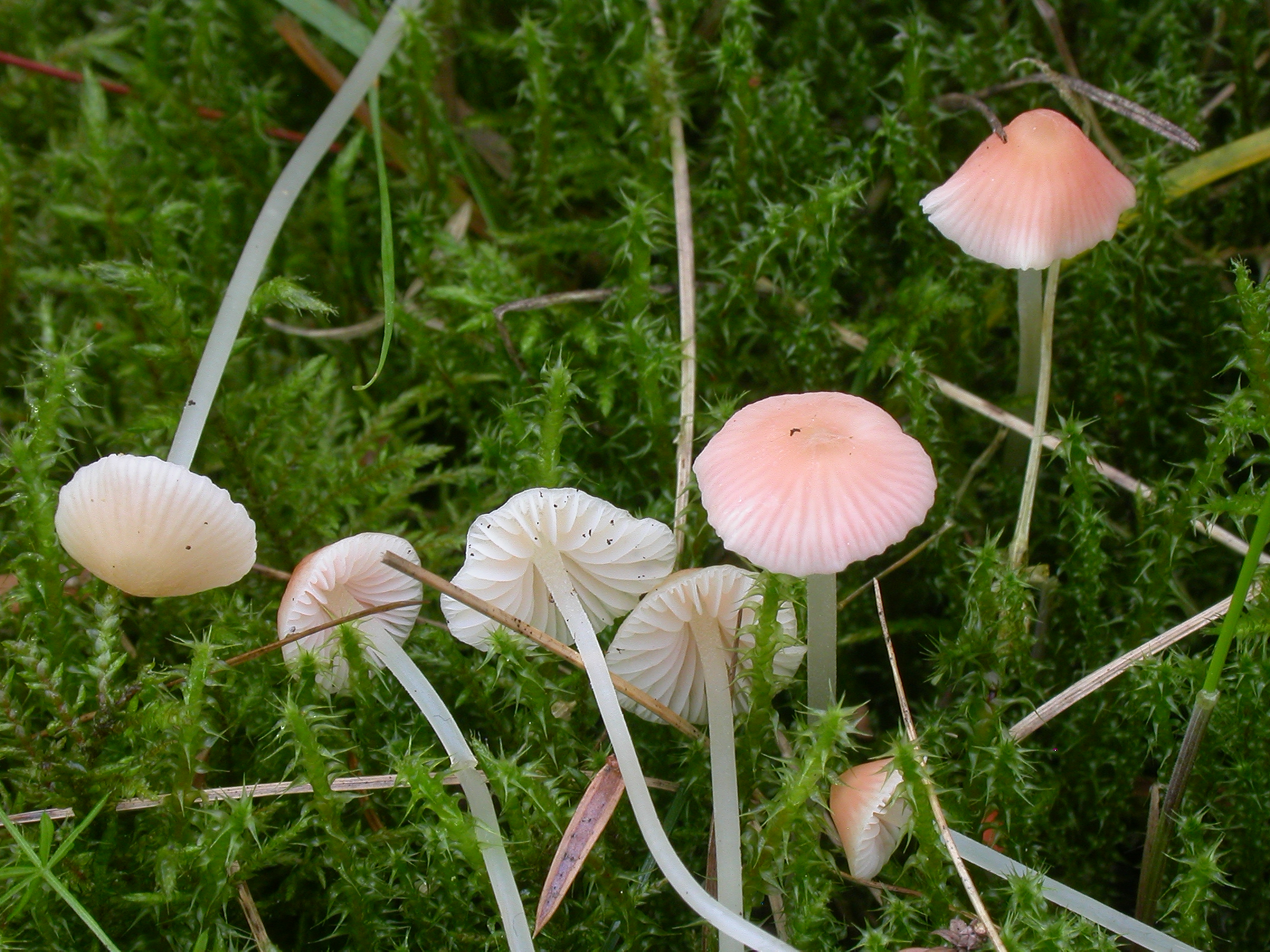
Mycena floridula
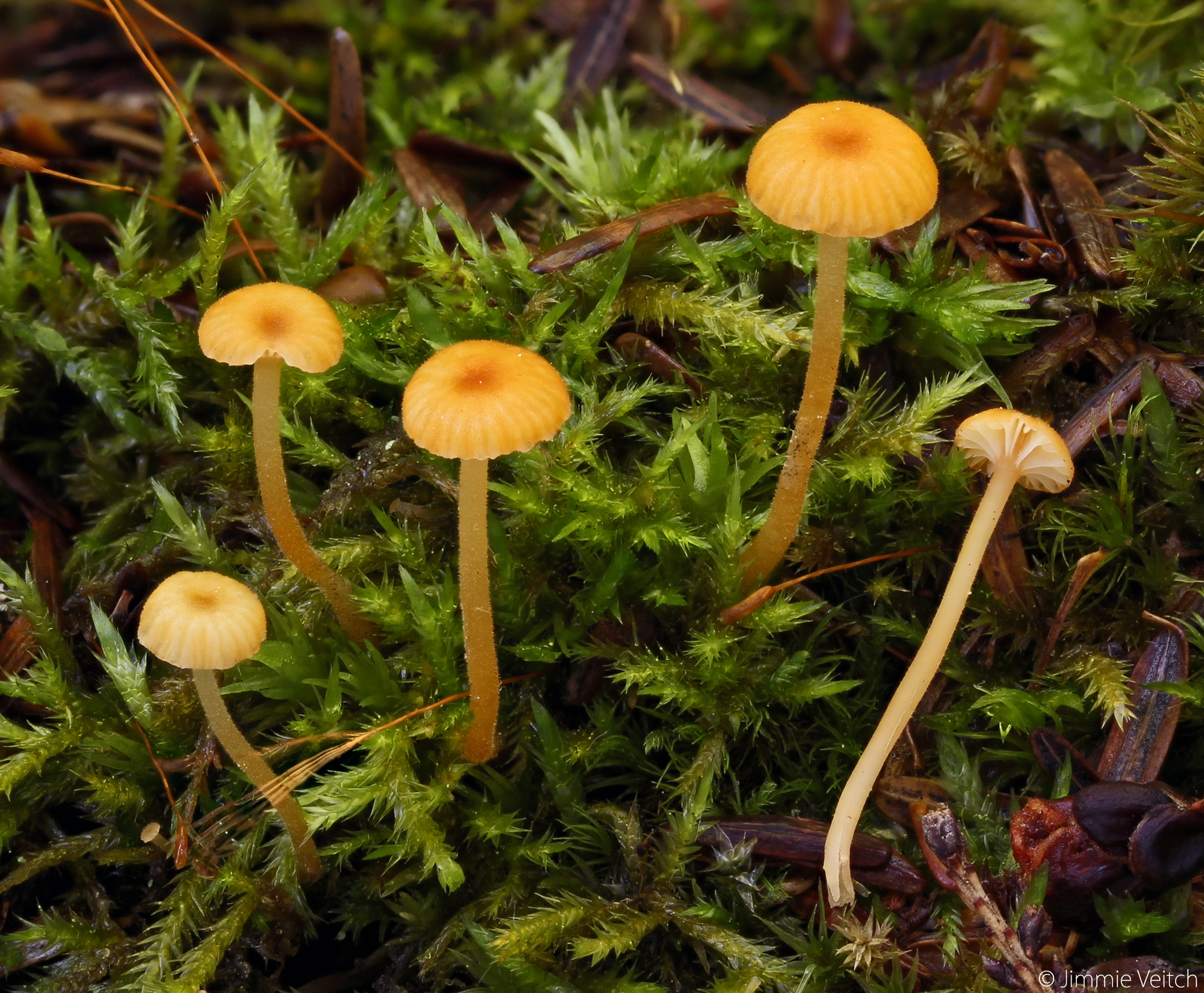
Rickenella fibula
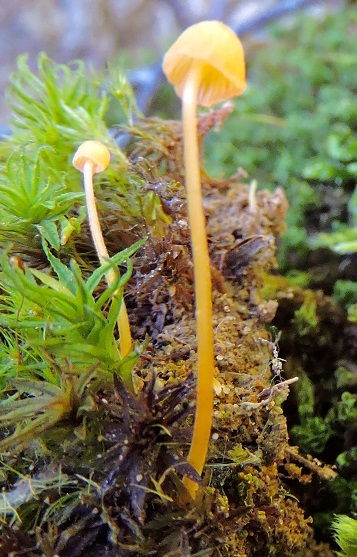
Rickenella mellea
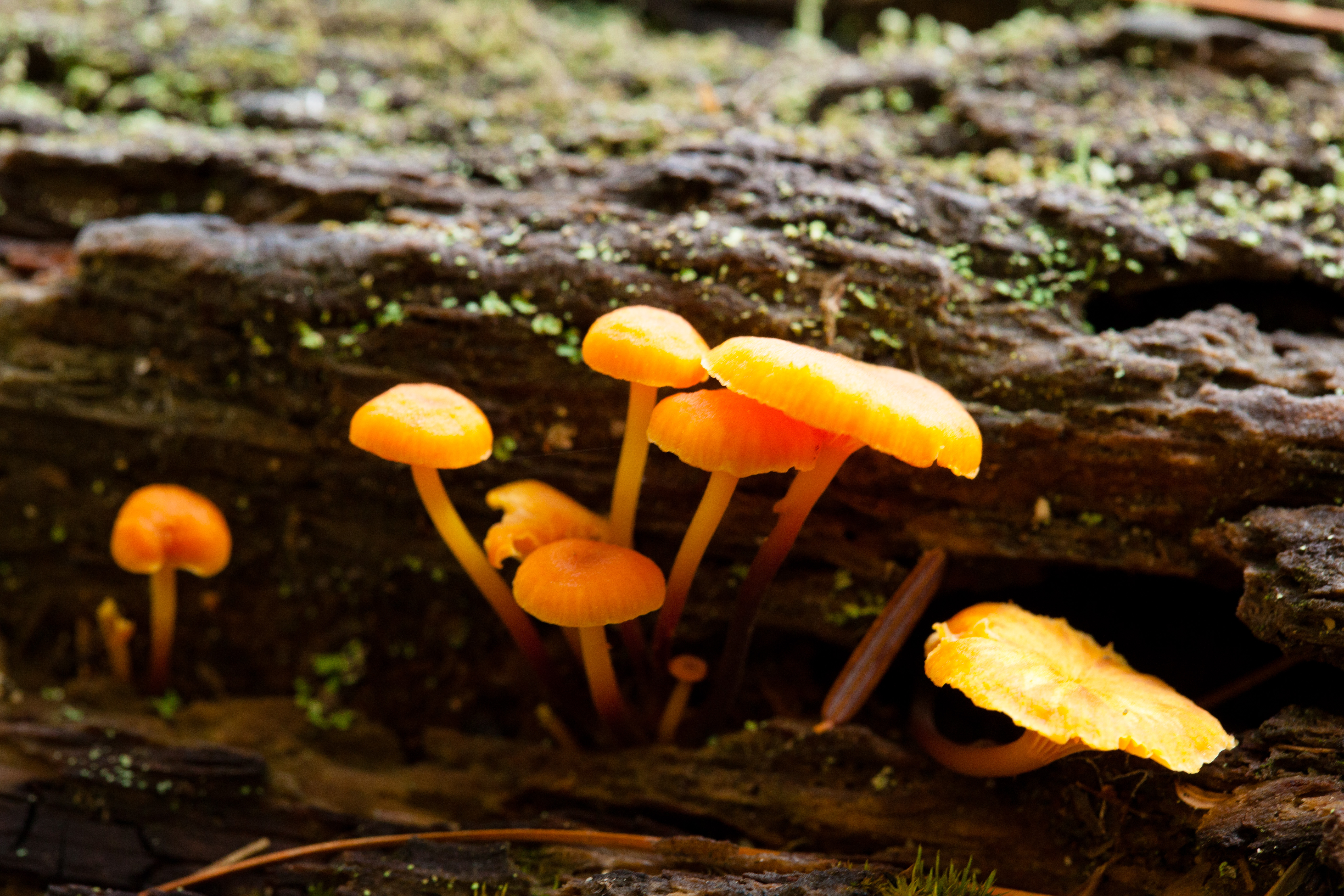
Xeromphalina campanella
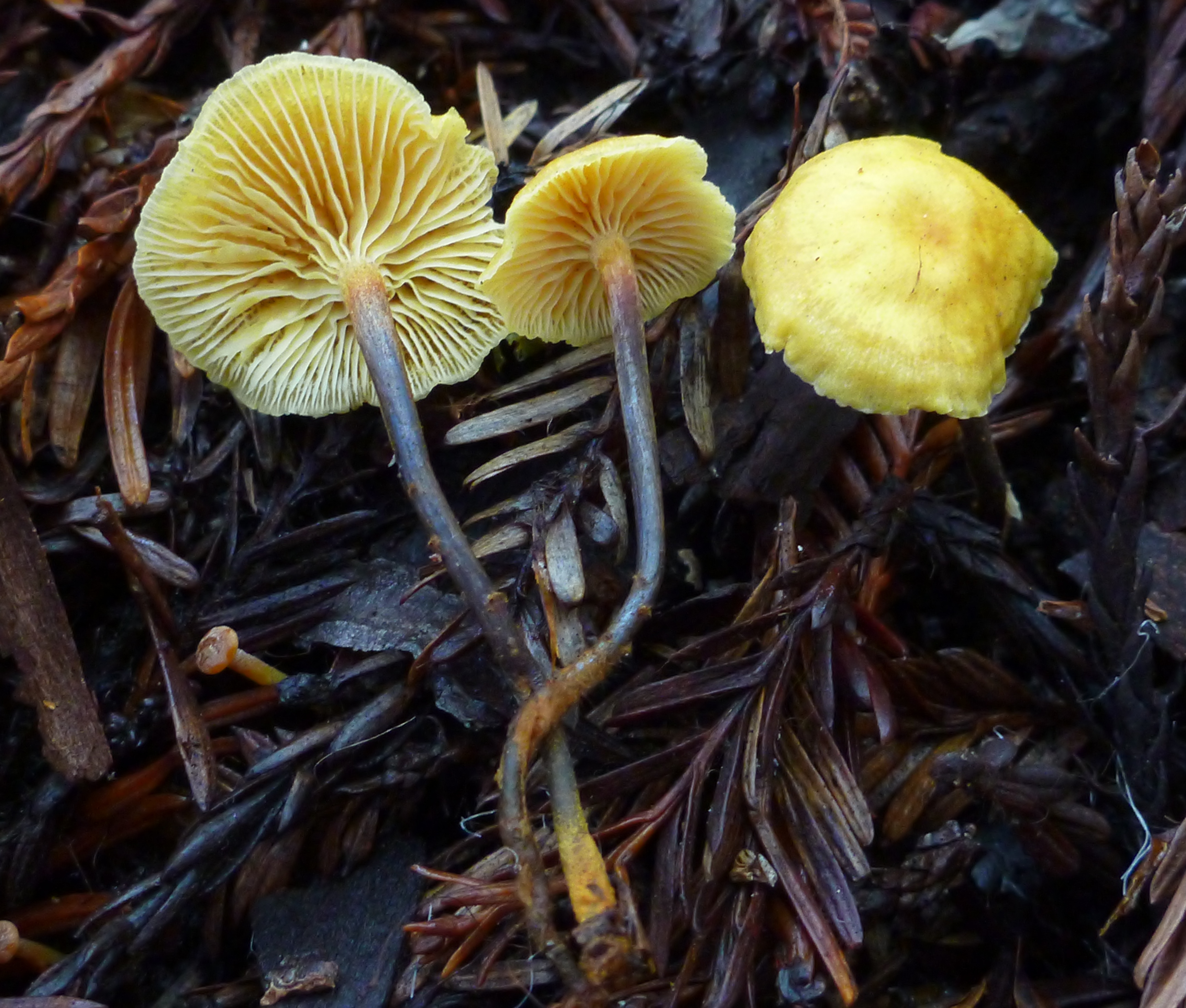
Xeromphalina cauticinalis

## Valorificare
Mycena acicula nu este otrăvitoare, dar din cauza mărimii minore și a fragilității nu poate fi folosită în niciun caz în bucătărie.